# 望城县第一中学
望城县第一中学，位于湖南省长沙市望城县高塘岭镇郭亮南路388号，为望城县公立学校，是湖南省示范性中学之一。

## 历史
1912年，长沙县建立了“楠香小学”，它是望城县第一中学的前身。
1943年，学校改名为“长沙县私立楠香小学”。
1952年2月份，学校改名为“望城县立中学”。
1952年9月份，学校改名为“望城县第一初级中学”。
1958年，学校改名为“望城县第一中学”。
1959年，学校改名为“长沙县高冲中学”。
1978年，学校改名为“望城县第一中学”，
2010年6月，学校改名为“长沙市望城区第一中学”

## 学校文化

### 校训
严谨，朴实，奉献，进取

### 理念
为人正，为业精，全面发展，追求卓越

### 校风
现代长远，活跃主动，相容相立，诚信创新

### 教风
高尚、优化、精湛、创造、活力

### 社团
“白色鸟文学社”是望城县第一中学的文科类社团。